# Либражд
Либражд (на албански: Librazhdi) e град в Албания. Населението му е 6937 жители (2011 г.). Намира се в часова зона UTC+1. Пощенските му кодове са 3401 – 3402, а телефонният 0514. МПС кодът му е LB.